# Johann Römer (Politiker)
Johann Römer (* 29. Juli 1949 in Mistelbach, Niederösterreich; † 1. März 2011 in Wien) war ein österreichischer Politiker der FPÖ und ehemaliger 2. Präsident des Wiener Landtages.
Römer besuchte das musisch-pädagogischen Bundesrealgymnasium in Mistelbach. Nachdem er 1972 nach Wien übersiedelte begann er 1974 ein Dienstverhältnis bei der Pensionsversicherungsanstalt der Angestellten. Ab 1978 war er Freiheitlicher Bezirksrat in der Leopoldstadt, 1991 wurde er in den Wiener Gemeinderat gewählt und war von 1996 bis 1998 Zweiter Gemeinderatsvorsitzenden. Von 1998 bis 2001 war er Zweiter Landtagspräsidenten und anschließend bis zu seinem  Rücktritt aus gesundheitlichen Gründen im Jahr 2004 Dritter Präsident des Wiener Landtages.
Johann Römer starb am 1. März 2011 an den Folgen eines Herzinfarktes im Alter von 61 Jahren in Wien.

## Auszeichnungen
- Silbernes Verdienstzeichen des Landes Wien (1989)
- Großes Goldenes Ehrenzeichen für Verdienste um die Republik Österreich (2007)[2][3]
- Großes Silbernes Ehrenzeichen für Verdienste um das Land Wien (2008)